# Bölestjärnen (Långsele socken, Ångermanland)
Bölestjärnen är en sjö i Sollefteå kommun i Ångermanland och ingår i Ångermanälvens huvudavrinningsområde. Sjön har en area på 0,0831 kvadratkilometer och ligger 129 meter över havet.

## Delavrinningsområde
Bölestjärnen ingår i det delavrinningsområde (701487-155945) som SMHI kallar för Mynnar i Långsjöån. Medelhöjden är 185 meter över havet och ytan är 11,88 kvadratkilometer. Det finns inga avrinningsområden uppströms utan avrinningsområdet är högsta punkten. Vattendraget som avvattnar avrinningsområdet har biflödesordning 4, vilket innebär att vattnet flödar genom totalt 4 vattendrag innan det når havet efter 65 kilometer. Avrinningsområdet består mestadels av skog (88 procent). Avrinningsområdet har 0,18 kvadratkilometer vattenytor vilket ger det en sjöprocent på 1,5 procent.